# فیودوروفکا (اوفا، باشقیرستان)
فیودوروفکا (انگلیسی: Fyodorovka, Ufa, Republic of Bashkortostan) یک شهرک در منطقه شهری اوفای جمهوری باشقیرستان در کشور روسیه است.